# Кроу, Глен
Глен Кроу (род. 25 декабря 1977 года в Дублине) — ирландский профессиональный футболист, форвард, большую часть карьеры провёл в «Богемианс». Он регулярно забивал в Лиге Ирландии и дважды выходил на после в форме сборной Ирландии.
Первую часть карьеры Кроу провёл в Англии, в Ирландии выступал также за «Шелбурн» и «Спортинг Фингал».

## Ранние годы
Двоюродный брат дедушки Глена Кроу — Лиам Кроу — играл в футбол за команду ирландской армии, включая матч 23 апреля 1944 года против основной сборной Ирландии. Лиам Кроу играл за «Шемрок Роверс» и выиграл кубок Ирландии 1944 года. Он также играл за «Шелбурн», «Сент-Патрикс Атлетик», «Дандолк» и ворота «Сент-Джеймс Гейт».
Кроу начал заниматься футболом в семь лет в местной ирландской команде «Сент-Мочтаз». Несколько лет к нему проявляла интерес «Стелла Марис» и, в конце концов, подписала контракт с Кроу, он играл в Дублинской школьной лиге.

## Клубная карьера

### Англия
В возрасте 17 лет Кроу отправился на просмотр в английский «Вулверхэмптон Уондерерс», прошёл три отдельных сбора с клубом, прежде чем ему предложили годичный молодёжный контракт. Он провёл большую часть своего первого сезона с «волками» в молодёжной команде. 30 апреля 1996 года дебютировал на профессиональном уровне, выйдя на замену в матче против «Рединга», его команда проиграла со счётом 3:0. В следующем матче, финальной игре сезона 1995/96, Кроу впервые вышел в основе «волков» на матч против «Чарльтон Атлетик» и забил единственный гол своей команды, соперники разошлись вничью 1:1. Он также выступал на правах аренды за «Кардифф Сити» и «Эксетер Сити», а также ещё сезон провёл в «Плимут Аргайл».

### «Богемианс» и «Шелбурн»
Перед сезоном 1999 года Кроу вернулся в Дублин и присоединился к «Богемианс», которых тренировал Родди Коллинз.
19 сентября 1999 года в своём дебютном матче в Лиге Ирландии Кроу в забил гол «Шемрок Роверс», но его команда проиграла со счётом 3:1. В итоге Кроу стал лучшим бомбардиром «Богемианс» в своём первом сезоне в клубе с девятью голами в лиге. В следующем сезоне 2000/01 Кроу сформировал результативное партнёрство с новичком команды Тревором Моллоем и побил рекорд чемпионата по голам за сезон, достигнув отметки в 25 мячей (35 во всех соревнованиях). «Богемианс» выиграли свой первый титул чемпиона с 1978 года и сделали первый «золотой дубль» с 1928 года. Он также забил в Кубке УЕФА, как в домашнем, так и в гостевом матче против «Кайзерслаутерн». Благодаря хорошей форме Кроу летом 2001 года Мик Маккарти вызвал его в сборную на отборочные матчи чемпионата мира против Португалии и Эстонии.
В 2003 году Кроу помог «Богемианс» выиграть второй чемпионский титул за три года, но в декабре 2004 года покинул команду, перейдя в «Шелбурн». Там он успешно сыгрался с Джейсоном Бирном. В ноябре 2006 года он выиграл свой третий чемпионский титул. Примечательно, что он забил победный гол в матче против своего бывшего клуба «Богемианс». Для «Шелбурна» это был третий чемпионский титул за четыре сезона.
Кроу снова присоединился к «Богемианс» в начале 2007 года, где продолжал демонстрировать свои забивные навыки. 4 апреля 2008 года он побил предыдущий рекорд Турлоу О’Коннора по голам в высшей лиге, забив 121-й гол в матче против «Шемрок Роверс». «Богемианс» выиграли чемпионат 2008 года, на 19 очков опередив своих ближайших соперников «Сент-Патрикс Атлетик». Кроу также забил в финале кубка Ирландии, «Богемианс» выиграли трофей, оформив «золотой дубль». Он также забил в ворота «Рила» в Кубке Интертото 2008 года.
Кроу утратил форму в течение сезона 2009 года и часто стал выпадать из стартового состава, когда Пэдди Мэдден вернулся из аренды в «Шелбурн». Тем не менее, в сентябре Кроу выиграл свою первую медаль Кубка Лиги, когда «Богемианс» обыграл в финале «Уотерфорд Юнайтед» со счётом 3:1. В ноябре Кроу стал пятикратным чемпионом Ирландии.

### «Спортинг Фингал»
В ноябре 2009 года Кроу покинул «Богемианс» после того, как срок его контракта истёк. В январе 2010 года он подписал контракт со «Спортинг Фингал» в преддверии первого сезона клуба в чемпионате Ирландии.
Кроу забил свой 11-й гол в еврокубках в матче против «Маритиму» в рамках Лиги Европы 2010/11. Это рекорд для футболистов ирландских клубов.

## Международная карьера
Кроу играл за юношескую сборную Ирландии в финальной части чемпионата Европы среди юношей до 18 лет и был в составе молодёжной команды на чемпионате мира 1997 года в Малайзии. Из-за проблем с погодой — высокой влажности, Кроу с командой, чтобы подготовиться к турниру, в течение недели тренировались в дождевых плащах на спорткомплексе Лимерикского университета. Ирландия заняла третье место после победы в матче за бронзу с Ганой.
В ноябре 2002 года Кроу стал первым игроком Лиги Ирландии за последние 16 лет, которого вызвали в сборную Ирландией (последним был Пэт Бирн из «Шемрок Роверс»). Тренер Дон Гивенс вызвал его на дружеский матч против Греции. Он сыграл свой второй матч за Ирландию в апреле 2003 года, выйдя на замену в дружеском матче против Норвегии на «Лэнсдаун Роуд».